# Hydrographers Passage
Hydrographers Passage är en farled i Australien. Den ligger i delstaten Queensland, omkring 910 kilometer norr om delstatshuvudstaden Brisbane.